# The Cliffs Valley
The Cliffs Valley es un lugar designado por el censo ubicado en el condado de Greenville en el estado estadounidense de Carolina del Sur. En el Censo de 2020 tenía una población de 736 habitantes y una densidad poblacional de 41,61 habitantes por km². Fue incluido como CDP en el censo de 2020.

## Geografía
The Cliffs Valley se encuentra ubicado en las coordenadas 35°8′13″N 82°26′58″O / 35.13694, -82.44944. Según la Oficina del Censo de los Estados Unidos,  tiene una superficie total de 17,69 km², de la cual 16,73 km² corresponden a tierra firme y 0,96 km² a agua.